# Takuya Tsuda
Takuya Tsuda (津田 拓也, Tsuda Takuya), né le 27 avril 1984, est un pilote de vitesse moto japonais. 
Pilote essayeur de Suzuki depuis 2015, il est choisi pour remplacer Álex Rins lors du Grand Prix moto d'Espagne 2017.

## Statistiques

### Résultats par année
| Année | Catégorie | Moto   | 1   | 2   | 3   | 4      | 5   | 6   | 7   | 8   | 9   | 10  | 11  | 12  | 13  | 14  | 15  | 16  | 17  | 18  | Pos | Pts |
| ----- | --------- | ------ | --- | --- | --- | ------ | --- | --- | --- | --- | --- | --- | --- | --- | --- | --- | --- | --- | --- | --- | --- | --- |
| 2017* | MotoGP    | Suzuki | QAT | ARG | AME | ESP 17 | FRA | ITA | CAT | GER | NED | AUT | CZE | GBR | RSM | ARA | JPN | AUS | MAL | VAL | NC  | 0   |

| Couleur | Résultat                     |
| ------- | ---------------------------- |
| Or      | Vainqueur                    |
| Argent  | 2e place                     |
| Bronze  | 3e place                     |
| Vert    | Terminé, dans les points     |
| Bleu    | Terminé, pas dans les points |
| Violet  | Abandon (Ab.) ou (Ret)       |
| Violet  | Non classé (NC)              |
| Rouge   | Pas qualifié (DNQ)           |
| Noir    | Disqualifié (DSQ)            |
| Blanc   | Pas au départ (DNS)          |
| Blanc   | Forfait (WD)                 |
| Blanc   | N'a pas participé (DNP)      |
| Blanc   | Blessé (INJ)                 |
| Blanc   | Exclu (EX)                   |
| Blanc   | Course annulée (C)           |